# Petrijevci
Petrijevci est un village et une municipalité située dans le comitat d'Osijek-Baranja, en Croatie. Au recensement de 2001, la municipalité comptait 3 068 habitants, dont 96,48 % de Croates et le village seul comptait 2 439 habitants.

## Localités
La municipalité de Petrijevci compte 2 localités : Petrijevci et Satnica.